# Dondice occidentalis
Dondice occidentalis (Engel, 1825) è un mollusco nudibranchio della famiglia Myrrhinidae.